# Moleskine

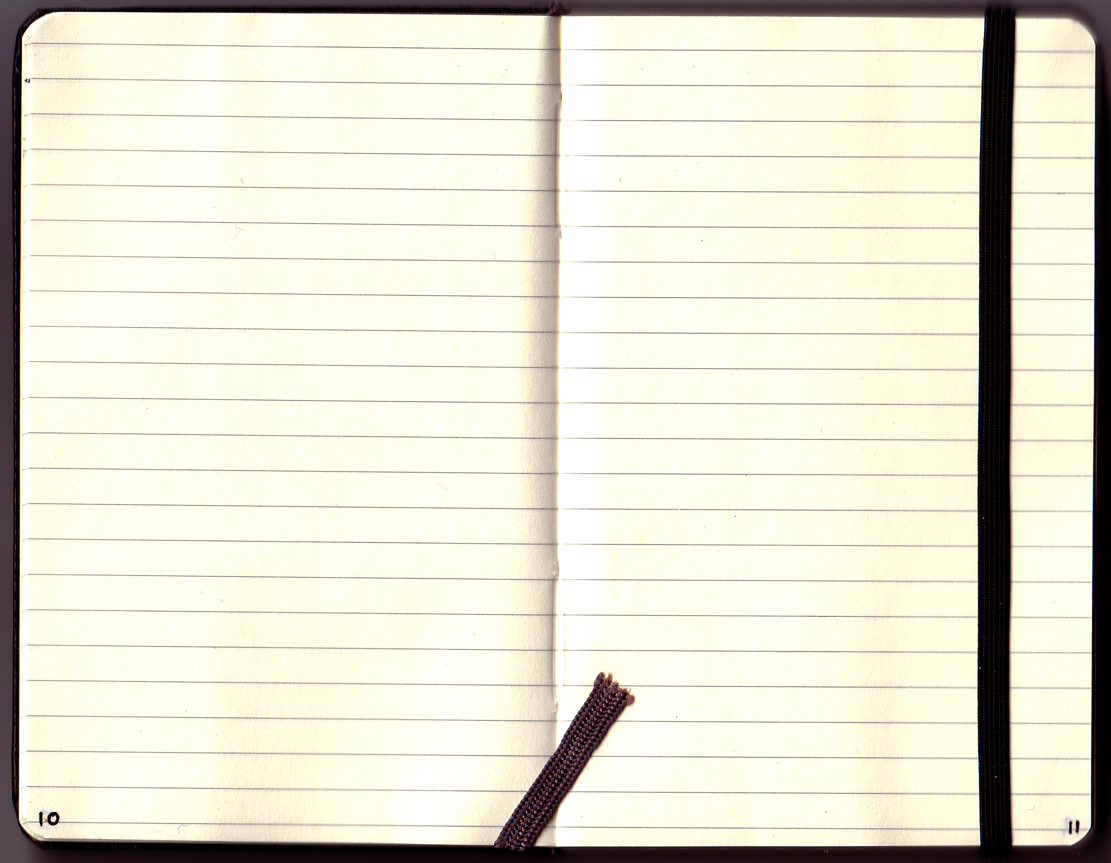
Moleskine: vista interna. O elástico de fecho é visível à direita e o marcador ao centro.

Moleskine (AFI: [mɔleˈskine]) é uma marca de cadernos de notas produzida pela empresa italiana Moleskine SRL. Embora o nome aluda ao tecido de mesmo nome, moleskin, o caderno não é produzido ou revestido com ele, e sim com uma capa dura de cartão envolvida por material impermeável. Outras características que a distinguem são cantos arredondados, uma tira de elástico para mantê-la fechada (ou aberta em determinada página) e uma lombada costurada que permite que ela permaneça plana (a 180 graus) enquanto aberta. A folha de rosto vem impressa para que o seu proprietário possa escrever os seus dados pessoais, assim como estipular um valor de recompensa caso alguém a encontre perdida.
A Moleskine voltou à moda em nossos dias após as descrições feitas pelo escritor Bruce Chatwin dos cadernos de notas que usou. A sua versão actual, entretanto, não é uma descendente directa da Moleskine original. Chatwin usou cadernos de notas similares constantemente durante as suas viagens e escreveu brilhantemente acerca deles. O seu suprimento de cadernos, entretanto, cessou em 1986, quando a papelaria que lhos fornecia, na Rue de l’Ancienne Comédie, em Paris, informou-o de que o último fabricante de moleskines, uma pequena empresa familiar estabelecida em Tours, descontinuara a sua produção naquele ano, após o falecimento de seu proprietário.

## A Moleskine srl e a Moleskine
Embora a Moleskine srl divulgue que os seus cadernos de notas foram utilizados por reputados intelectuais que influenciaram a cultura no século XX – escritores e artistas como Vincent van Gogh (1853–1890), Henri Matisse (1869–1954), Pablo Picasso (1881-1973), André Breton (1896-1966), Louis-Ferdinand Céline e Ernest Hemingway (1899-1961) -, a marca Moleskine foi registrada oficialmente apenas em 1996, voltando a ser lançada em 1998. Francesco Franceschi, titular do Departamento de Marketing da Modo & Modo, foi citado como tendo afirmado, "É um exagero. É marketing, não ciência. Não é a verdade absoluta.". Um escritor que confirmou utilizá-las é Neil Gaiman, que escreveu acerca da sua paixão pelas Moleskine em seu blog. O roteirista neerlandês Simon de Waal também usa cadernos de notas Moleskine. Em uma entrevista afirmou usar as Moleskine pequenas para tomar notas de pesquisa e guardar idéias, e as de maiores dimensões para cada script e livro que escreve. Dave Eggers usa as Moleskine para escrever enquanto viaja, e o seu livro de contos "How We Are Hungry" foi lançado originalmente com uma capa imitando uma Moleskine.
Em 2006, a Modo & Modo, a sua antiga editora italiana, iniciou uma busca para vender a empresa ou associar-se a alguém que auxiliasse na sua expansão. De acordo com um artigo de 2006 no Telegraph, a empresa reportou que, com o seu pequeno quadro de pessoal, não estava a conseguir atender a demanda. Em Agosto de 2006, o fundo de investimentos francês Société Générale adquiriu a Modo & Modo por 60 milhões de Euros.

## A linha de produtos Moleskine

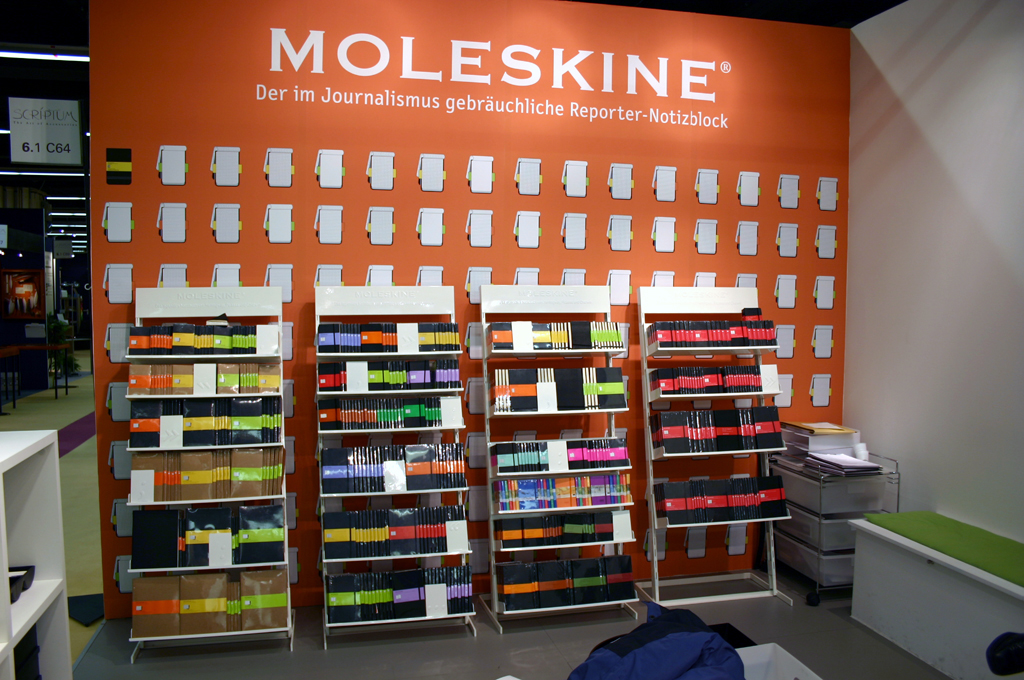
Linha de produtos Moleskine, da Modo & Modo.

A Moleskine srl comercializa os cadernos de notas Moleskine em muitas variedades, e frequentemente lança novos modelos da versão básica, tais como versões para "storyboard" e para repórteres.

### Produtos actuais
As versões "standard" apresentam-se em dois tamanhos, o pocket, com 3.5 por 5.5 polegadas (9 x 14 cm) e o large, com 5.25 por 8.25 polegadas (13 x 21 cm).
- os pocket notebooks estão disponíveis em diversos tipos: pautado, quadriculado, liso, agenda de endereços, caderno de anotações e de pauta musical (192 páginas cada); caderno de esboços e "storyboard" (80 páginas em papel mais denso); álbum de bolso japonês (60 páginas dobradas em zig-zag); e bolsos de memória (seis bolsos ao invés de folhas de papel).
- os large notebooks estão disponíveis nos modelos pautado, quadriculado, liso e agenda de endereços (240 páginas); caderno de esboços, com 100 páginas; e bolsos de memória (seis bolsos).
- Diaries disponíveis nos tamanhos pocket e large, como os anteriores, e nas versões "diário" e "diário semanal". Cadernos de notas semanais também estão disponíveis. Estes apresentam um novo layout, com a semana em uma vista de olhos à esquerda e papel liso de anotações à direita. A versão de 18 meses vai de Julho a Dezembro. Eles têm capas maleáveis, como a linha Cahier, e estão disponíveis nos formatos pocket (9 × 14 cm) e large (13 × 21 cm). Complementarmente, vêm em papel mais fino do que os cadernos de notas tradicionais para permitir que as linhas do papel de notas sejam vistas através da página. Têm um bolso interno no final.
- Cahier (Fr. para "caderno de notas", pronunciado "kah-yay", /ka'je/) cadernos de notas mais finos, apresentados em conjuntos de três. Eles também estão disponíveis em duas cores diferentes, preto ou camurça ("kraft"). Eles têm uma capa mais fina, de cartão flexível, sem a fita marcadora e o fecho elástico presentes nos demais cadernos de notas, mas com a costura da lombada visível. Os três tamanhos são pocket (64 páginas), large (80 páginas) e extra large (7.5 por 9.75 polegadas (19 x 25 cm); 120 páginas); cada tamanho é oferecido nas variedades pautado, quadriculado ou liso.
- Repórter – estes cadernos de notas são similares aos da linha "standard", excepto que têm lombada no topo, em vez de na lateral. São comercializados nos tamanhos pocket e large, e nos tipos pautado, quadriculado e liso.

### Os "City Notebooks"
Em Maio de 2006, a Modo & Modo anunciou a produção da nova linha de cadernos de notas Moleskine, denominada "City Notebooks".
Estes novos cadernos de notas apresentam informações específicas sobre as maiores cidades do mundo, e podem ser usados como guias personalizado pelo usuário para aquela determinada cidade. Os cadernos têm as dimensões de 3.5 por 5.5 polegadas (9 × 14 cm), com 228 páginas e três marcadores de cores diferentes. Eles incluem um mapa geral da cidade, assim como mapas detalhados de áreas específicas da cidade e um índice de ruas. Tem páginas em branco para anotações, assim como folhas removíveis para troca de mensagens e folhas transparentes adesivas para assinalar rotas personalizadas nos mapas.
Uma secção indexada apresenta espaços para: "Comida: Lugares, lendas, receitas", "Drinques: Bares, caves, histórias", "Dormida: Lugares, sonhos, aventuras", "Pessoas: Nomes, rostos, encontros", "Lugares: Informação, compras, arte", e "Livros, filmes, música". Complementarmente há cinco páginas indexadas em branco e uma folha de etiquetas incluindo quinze impressas e vinte em branco para o usuário personalizar a indexação a seu critério.
A linha de "City Notebooks" está sendo lançada em lotes, como abaixo:
Outubro de 2006
Amesterdão, Barcelona, Berlim, Dublin, Londres, Madrid, Milão, Paris, Praga, Roma, Viena e Lisboa.
Primavera de 2007
Boston, Nova Iorque, São Francisco e Washington, DC.
Outono 2007
Chicago, Los Angeles, Montreal, Seattle, Florença e Veneza.
2008
Pequim, Hong Kong, Seul, Xangai, Singapura, Taipei e Tóquio.

### Descontinuadas
Cadernos de notas Volantes eram similares aos Cahier, mas sem o bolso na parte de trás. Eles tinham capas moles que, ao contrário dos Cahier, eram revestidas como o mesmo material impermeável das Moleskine clássicas. Eram apresentados nas versões pautado, quadriculado, liso, na variedade de agenda de endereços, e nos tamanhos pocket (64 páginas) e large (80 páginas).

### A produção das Moleskine
Os produtos Moleskine são montados e costurados na Itália, mas impressos na China desde 2006. Detalhes impressos na etiqueta externa indicam essas mudanças.
A informação abaixo aplica-se unicamente aos Estados Unidos da América:
Nos cadernos de notas lançados até 2006, a etiqueta indicava: "Kikkerland Design Inc. 423-427 West 127th Street New York, NY 10027 - www.kikkerland.com". A partir de 2006-2007, a etiqueta passou a indicar: "Printed and bound in China" e "Designed and assembled in Italy".
Ao final de 2006, Laura Kellner, uma representante da Kikkerland Design, Inc., o distribuidor estadunidense dos produtos Moleskine, confirmou as mudanças nas etiquetas dos produtos e embalagens e acrescentou: "…as mudanças que ocorreram foram o etiquetamento para incluir 'Made in China', a [etiqueta] banda foi mudada no último par de anos (cores codificando os diferentes modelos), e o histórico inserido é atualizado de tempos em tempos com novas informações sobre o produto, os novos itens agora tem um 'número de controle de qualidade'".
Para o resto do mundo — onde a maior parte das Moleskine é comercializada — as etiquetas não sofreram mudanças.

## Curiosidades
- O escritor português Raul Brandão, em sua viagem aos arquipélagos da Madeira e dos Açores no Verão de 1924, utilizou um caderno de notas quadriculado. Essas notas de viagem traduziram-se na obra "As Ilhas Desconhecidas", lançada em 1926.
- No filme "Indiana Jones and the Last Crusade", o pai do personagem principal, Prof. Henry Jones, mantém as suas anotações de pesquisa num Moleskine.
- Ainda no cinema, o famoso caderno de notas é mostrado em cenas de "Magnolia" e de "The Talented Mr. Ripley".
- Na música Nobody Home, do disco The Wall da banda inglesa Pink Floyd, faz-se referência, no primeiro verso, a um pequeno caderno preto com poemas ("I've got a little black book with my poems in"), possivelmente uma referência a um Moleskine.
- No filme "From Hell" (2001), o inspetor interpretado por Johnny Depp utiliza um Moleskine para fazer anotações acerca dos assassinatos perpetrados por Jack, o Estripador.